# Полстер, Рита
Рита Кристина Марианне Полстер (урожд. Сандхольм, род. 2 февраля 1948 года, Турку) — финская актриса.
Полстер училась в 1969 году в сценической школе в Стокгольме, а с 1969 по 1972 год — в сценической школе в Гётеборге и работала в Ателье-театре в Гётеборге, в 1972—1973 годах в Национальном театре, в 1973—1974 годах в Городском театре Турку, в 1973—1974 годах и в 1974—1975 годах в Шведском театре Турку. С 1975 года она работает в Шведском театре в Хельсинки .
В музыкальном и вокальном отношении Полстер часто принимала участие в мюзиклах, начиная с продолжительной Stadin kundi в 1979 году и в программах пения, например, Жак Брель всё ещё живёт, в трибьюте Beatles All You need is Love и музыкальной Showboat. Её самой выдающейся ролью в фильме была Хедда Габлер режиссёра Джека Витички. Она мощно сыграла в постановке Ларса Норена Любовь так проста в 1997 году. В Земле около восьмидесяти дней в 1992 году она превратилась в темную индийскую красавицу, миссис Ауда. Она также была занята в радиопостановках, на телевидении и в фильмах, самым известным из которых, возможно, был Год зайца (1977) режиссёра Ристо Ярвы.
В России широко известна картина Леонида Гайдая «За спичками», в которой Рита Полстер исполнила одну из главных ролей, Анны-Лизы Ихалайнен.